# Kiradech Aphibarnrat
Kiradech Aphibarnrat (nascido Anujit Hirunratanakorn; 23 de julho de 1989) é um golfista tailandês. Irá representar a Tailândia no golfe nos Jogos Olímpicos de Verão de 2016.